# Hyakinthos

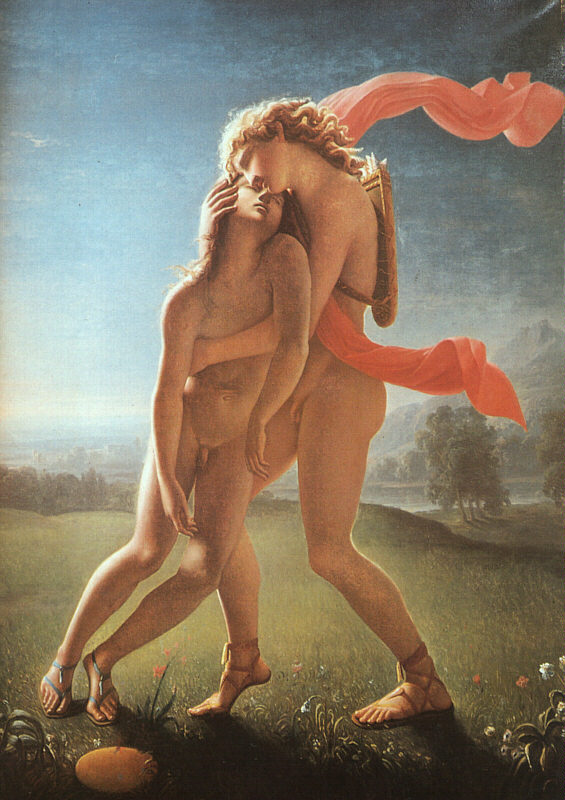
Jean Broc: Hyakinthova smrt. Klasicistní malba z roku 1801

Hyakinthos (starořecky Ὑάκινθος, latinsky Hyacinthus) je v řecké mytologii syn spartského krále Amykla a jeho manželky Diomédy. Některé zdroje uvádějí také jako jeho otce jiného spartského krále Oibala.
Byl proslulý svou krásou, nebylo tedy divu, že o jeho přízeň soupeřili hned dva bohové – bůh světla, věd a umění Apollón a bůh západního větru Zefyros. Zmiňován je také slavný řecký básník Thamyris, o němž se tvrdí, že to byl úplně první muž, který „se dvořil muži“. Toho však Apollón rychle vyřadil ze hry. Chlubivý Thamyris rozšiřoval, že by ve zpěvu lehce překonal Múzy. Stačilo, aby to Apollón škodolibě řekl Múzám a Thamyridův osud byl zpečetěn: v soutěži s Múzami samozřejmě neuspěl a ty ho potrestaly tím, že ho zbavily zraku, hlasu i paměti.
Hyakinthos si zvolil za přítele Apollóna, čímž urazil Zefyra, boha západního větru. Jednoho dne, kdy Apollón učil mladíka házet diskem, žárlivý Zefyros disk mrštil zpět a Hyakintha zabil.
Z jeho krve pak vyrostla nová květina, která byla pojmenována hyacint. Podle moderních výzkumů se však jednalo o divoký kosatec.
Po jeho smrti se ve Spartě každé léto konala slavnost hyakinthaea, která trvala tři dny. První den se truchlilo nad Hyakinthovou smrtí a další dva dny se oslavovalo jeho znovuzrození v podobě květiny. Ačkoliv se nejednalo o boha, centrum jeho kultu bylo v Apollónově chrámu ve vesničce Amykles.

## Odraz v umění
- Wolfgang Amadeus Mozart jako jedenáctiletý napsal v r. 1767 na toto téma operu Apollo a Hyacinth, kde však z dobových důvodů Hyakintha nahradila ve vztahu s Apollónem jeho sestra Melia.
- Mýtus o Hyakinthovi je znám nejvíce z Ovidiových Proměn. Z nich dále čerpali četní básníci, sochaři či malíři, zejména z dob baroka či rokoka.